# Oxyopes patalongensis
Oxyopes patalongensis är en spindelart som beskrevs av Simon 1901. Oxyopes patalongensis ingår i släktet Oxyopes och familjen lospindlar. Inga underarter finns listade i Catalogue of Life.